# Mario González Salas
Mario González Salas (Torrelavega, Cantabria, 6 de junho de 1992) é um ciclista espanhol. É membro do conjunto Euskadi Basque Country-Murias desde 2019.

## Palmarés
2018
- 1 etapa do Grande Prêmio Internacional de Fronteiras e a Serra da Estrela